# 黑蜥蜴 (1981年電影)
《黑蜥蜴》，為1981年香港邵氏公司發行，楚原執導之武俠電影。改編自黃鷹執筆之《驚魂六記》其一《黑蜥蜴》。

## 劇情簡介
青年劍客龍飛（爾冬陞飾）與鏢局總鏢頭之女丁紫竺（潘冰嫦飾）情投意合，終身已定，唯龍飛因公事在身，不得不遠赴塞外。怎知一日龍飛遇到一名自稱黃泉來客之人（顧冠忠飾），警告龍飛紫竺即將有喪命之危。龍飛聞言心生不安，擔心未婚妻安危，即刻趕返，卻在途中遇一紅衣人（元華飾）帶著一副棺材，棺材中不斷傳來人聲，而其中所載之物竟是一長相酷似紫竺的木屍，龍飛雖想攔截紅衣人，最終紅衣人卻還是逃去。在龍飛到達丁家後，怪事更是接踵而來，先是龍飛於丁家門外見到對面蕭家已故世兩年的女主人，亦即紫竺姨母的白仙君（陳曼娜飾）；而龍飛的友人鐵虎鐵捕頭（孫建飾）也在此時送來一封上書丁蕭兩家將有怪事發生的信籤，龍飛更於當晚再次見到紅衣人及白仙君出現於蕭家。
隔日龍飛與鐵虎前往蕭家造訪主人蕭立（岳華飾），才知紅衣人及白仙君已非初次出現。蕭立表示因多年前誤殺三年一次出現於蜥蜴湖的黑蜥蜴，而其子蕭若愚（吳元俊飾）則乃黑蜥蜴投胎轉身，在蕭立見到其背後的蜥蜴胎記後，便頓失人性，與白仙君一同墜入蜥蜴湖中，而此後白仙君的魂魄便時常出現。龍飛及鐵虎雖有疑於蕭立說詞，但確目睹諸多怪象，兩人於是繼續深入調查，卻發現其中藏有一樁人倫慘劇……。

## 人物角色
| 角色名稱 | 演員   | 備註       |
| -------- | ------ | ---------- |
| 龍飛     | 爾冬陞 |            |
| 鐵虎     | 孫建   |            |
| 丁紫竺   | 潘冰嫦 |            |
| 蕭立     | 岳華   |            |
| 丁鶴     | 王戎   | 丁紫竺之父 |
| 白仙君   | 陳曼娜 | 蕭立之妻   |
| 紅衣人   | 元華   |            |
| 黃泉來客 | 顧冠忠 |            |
|          | 劉慧玲 |            |
| 何三     | 王沙   | 守墓人     |
| 蕭若愚   | 吳元俊 | 蕭立之子   |
| 周老伯   | 楊志卿 | 蕭家管家   |
|          | 呂紅   | 蕭家乳娘   |
|          | 馮敬文 |            |
|          | 王憾塵 | 賓客       |
|          | 張作舟 | 賓客       |
|          | 劉準   | 賓客       |
|          | 張照   | 賓客       |
|          | 杜永亮 | 賓客       |
|          | 方茹   | 賓客       |

## 其他製作人員
- 執行製片：陳列
- 助導：張傳燦、方子驥
- 武術指導：鄧德祥、元華、元彬
- 劇務：楊繼嚴
- 場記：葉國榮
- 燈光：陳芬
- 道具：黎沃
- 化妝：吳緒清
- 梳妝：彭雁聯
- 服裝：劉季友
- 錄音：徐炳光
- 置景：陳景森

## 外部連結
- 香港影庫上《黑蜥蜴》的資料（繁體中文）
- 開眼電影網上《黑蜥蜴》的資料（繁體中文）
- 时光网上《黑蜥蜴》的資料（简体中文）
- 豆瓣电影上《黑蜥蜴》的資料 （简体中文）
- 互联网电影数据库（IMDb）上《黑蜥蜴》的资料（英文）